# 1839 en science
| Années de la science : 1836 - 1837 - 1838 - 1839 - 1840 - 1841 - 1842    |
| Décennies de la science : 1800 - 1810 - 1820 - 1830 - 1840 - 1850 - 1860 |

Cet article présente les faits marquants de l'année 1839 en science.

## Événements
- 3 janvier : l'astronome écossais Thomas Henderson publie dans un mémoire lu à la Royal Astronomical Society La première mesure de parallaxe pour Alpha Centauri[1].

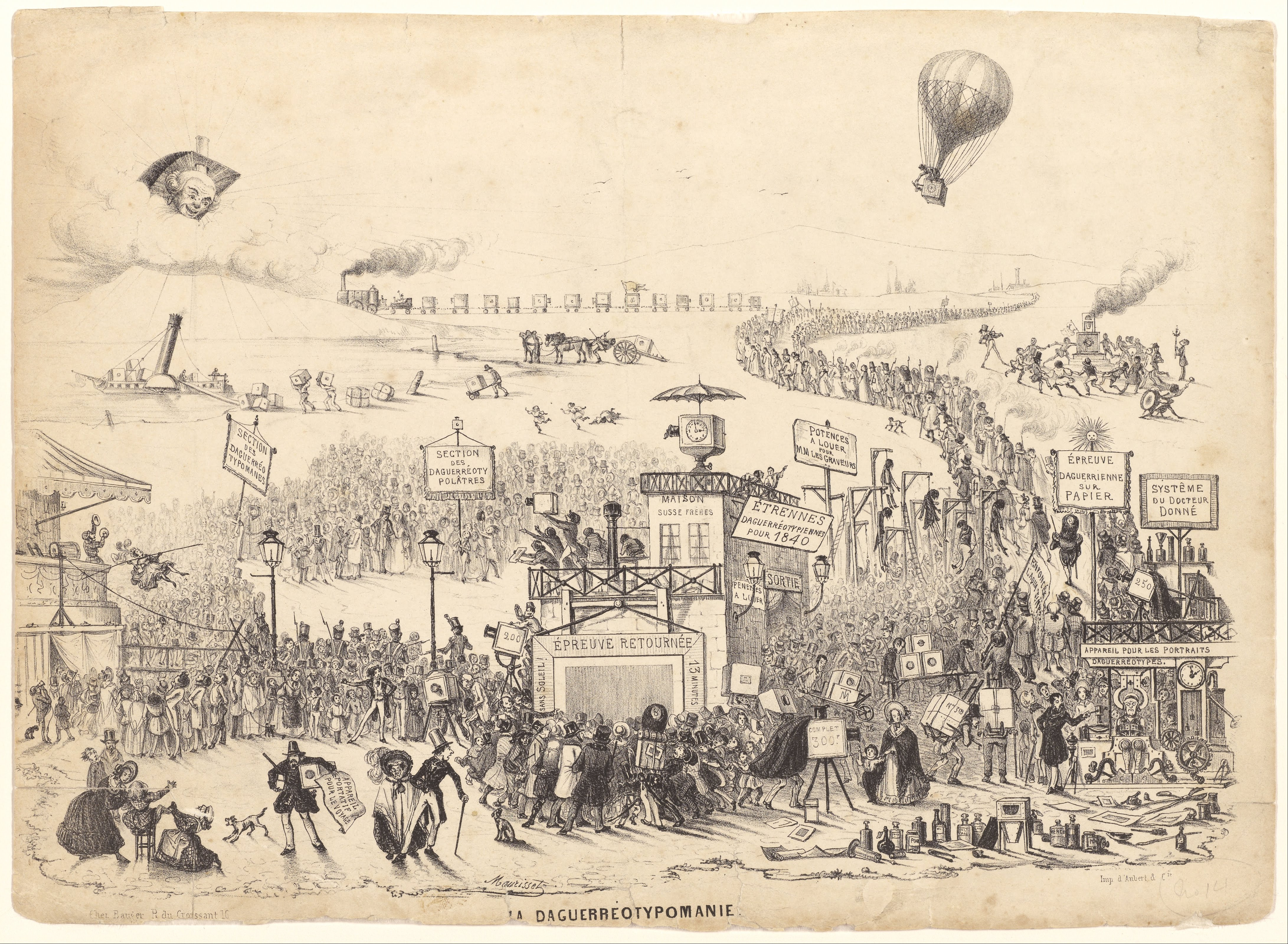
La Daguerréotypomanie, gravure de décembre 1839.

- 7 janvier : date officielle de l'invention de la photographie, avec la présentation publique par François Arago des premiers daguerréotypes à l'Académie des sciences. Le 3 juillet l'Assemblée nationale vote une loi qui achète les procédés du daguerréotype contre une rente annuelle à Louis Daguerre et aux héritiers de Nicéphore Niépce pour les rendre publics le 19 août[2].
- 25 janvier : Henry Fox Talbot présente ses photogenic drawings, son propre système de photographie, à la Royal Institution de Londres[3].

- Janvier : le chimiste allemand Christian Schönbein publie dans le Philosophical Magazine sa découverte de l'effet pile à combustible. Les premières piles à combustible sont construites et 1839-1842 par l'Anglais William Grove[4].

- 24 février :

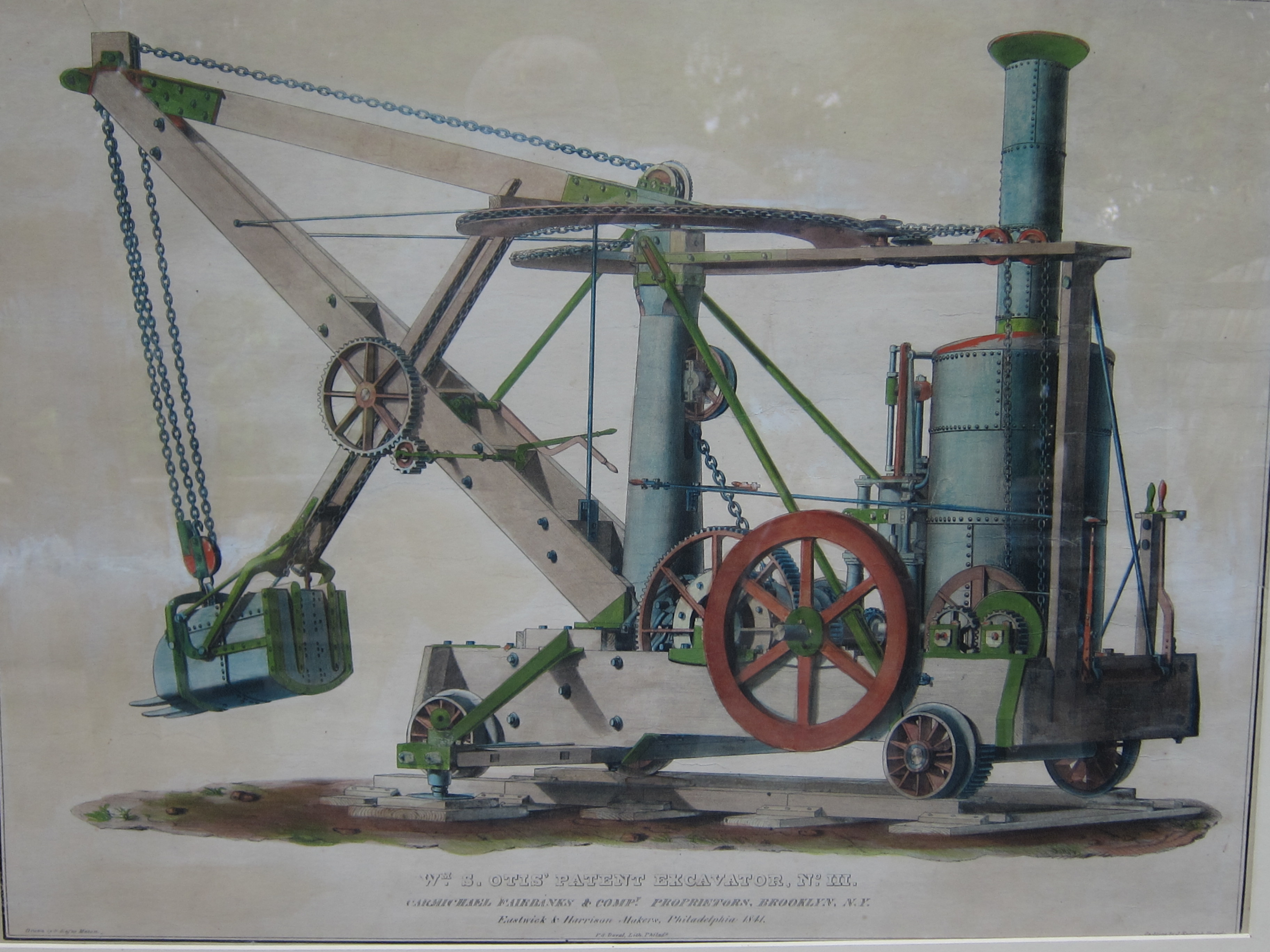
L'excavatrice à vapeur de William Otis.

  - l'inventeur américain Charles Goodyear obtient un brevet pour la  méthode de vulcanisation du caoutchouc[5], découverte fortuitement.
  - l'inventeur américain William Otis obtient un brevet pour la première excavatrice à vapeur, la crane-excavator[6].

- 13 mars : le chimiste allemand Christian Schönbein signale à la Société des Sciences naturelles de Bâle sa découverte d'une odeur caractéristique qui se développe lors de électrolyse de l'eau. Il lui donne le nom d'ozone dans une lettre lue par François Arago lors de la séance de l'Académie des sciences du 27 avril 1840[7]. La formule de l'ozone (O3) est identifiée comme allotrope de l'oxygène en 1865 par Jacques-Louis Soret[8].

- 9 avril : mise en service du télégraphe de Cooke et Wheatstone, la première ligne télégraphique électrique commerciale au monde le long du Great Western Railway en Angleterre[9].
- 29 mai : le chimiste écossais Mungo Ponton présente à la Royal Scottish Society of Arts un procédé photographique à base de dichromate de sodium[10].

- 19 août (7 août du calendrier julien) : inauguration de l'observatoire de Poulkovo, près de Saint-Pétersbourg[11].

- 19 septembre : départ de Chatham de l'expédition Erebus et Terror dirigée par l'explorateur britannique James Clark Ross pour étudier l'Antarctique[12].

- 24 novembre : le mécanicien écossais James Nasmyth dessine un projet le marteau-pilon. Parallèlement le Français François Bourdon développe un projet de marteau à vapeur qui est breveté par les frères Schneider du Creusot le 30 septembre 1841[13].

- L'anatomiste tchèque Jan Evangelista Purkinje découvre les fibres de Purkinje dans le cœur[14].

## Publications
- Charles Darwin : Le Voyage du Beagle.
- Michael Faraday : Experimental Researches in Electricity (vol. 1 et 2), Londres.
- John Lindley : A Sketch of the Vegetation of the Swan River Colony.
- Roderick Murchison : The Silurian System.Sur le système géologique du silurien
- Theodor Schwann : Mikroskopische Untersuchungen über die Uebereinstimmung in der Struktur und dem Wachsthum der Thiere und Pflanzen (« Recherches microscopiques sur la concordance dans la structure et la croissance des animaux et des plantes ») . Sander, Berlin 1839.Les savants allemands Theodor Schwann et Matthias Jakob Schleiden conçoivent une théorie de la composition des êtres vivants en cellules élémentaires[15].

## Prix
- Médailles de la Royal Society
  - Médaille Copley : Robert Brown
  - Médaille royale : Martin Barry et James Ivory

- Médailles de la Geological Society of London
  - Médaille Wollaston : Christian Gottfried Ehrenberg

## Naissances

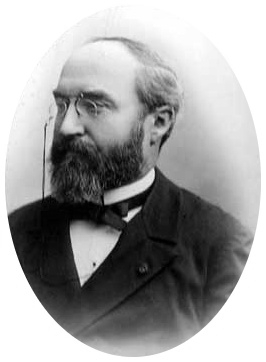
Marie-Adolphe Carnot

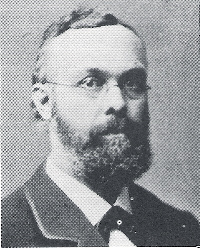
August Wilhelm Eichler

- 4 janvier : Carl Humann (mort en 1896), architecte et archéologue allemand.
- 9 janvier : Gotlieb Ryf (mort en 1906), agronome suisse.
- 20 janvier : William More Gabb (mort en 1878), paléontologue américain.
- 24 janvier : Marie-Adolphe Carnot (mort en 1920), chimiste, géologue, homme politique et homme d'affaires français.

- 1er février : Adolf Richter (mort en 1914), chimiste, industriel et homme politique allemand.
- 7 février : Robert von Sterneck (mort en 1910), officier et astronome autrichien.
- 9 février : Addison Emery Verrill (mort en 1926), zoologiste et géologue américain.
- 11 février : Willard Gibbs (mort en 1903), physico-chimiste américain.
- 18 février : Harry Govier Seeley (mort en 1909), paléontologue britannique.
- 19 février : Alpheus Spring Packard (mort en 1905), zoologiste et géologue américain.

- 8 mars : James Mason Crafts (mort en 1917), chimiste américain.
- 18 mars : Joseph Émile Barbier (mort en 1889), astronome et mathématicien français.

- 16 avril : Frederic Ward Putnam (mort en 1915), ichtyologiste, naturaliste, archéologue et administrateur américain
- 22 avril : August Wilhelm Eichler (mort en 1887), botaniste allemand.

- 1er mai : Hilaire de Chardonnet (mort en 1924), ingénieur, scientifique et industriel français.
- 27 juin : George Mary Searle (mort en 1918), astronome américain.

- 19 août : Julius Oscar Brefeld (mort en 1925) botaniste et mycologue allemand.
- 22 août : Julius Wilbrand (mort en 1906), chimiste allemand.

- 10 septembre : Charles Sanders Peirce (mort en 1914), sémiologue et philosophe américain.
- 25 septembre : Karl Alfred von Zittel (mort en 1904), paléontologue allemand.

- 22 novembre : Ernst Ludwig Krause (mort en 1903), biologiste allemand.
- 12 décembre : Georges Rayet (mort en 1906), astronome français.
- 18 décembre : Théodule Ribot (mort en 1916), psychologue français.
- 21 décembre : Émile Jungfleisch (mort en 1916), chimiste et pharmacien français.
- 30 décembre : Albert-Auguste Cochon de Lapparent (mort en 1908), géologue français.

## Décès

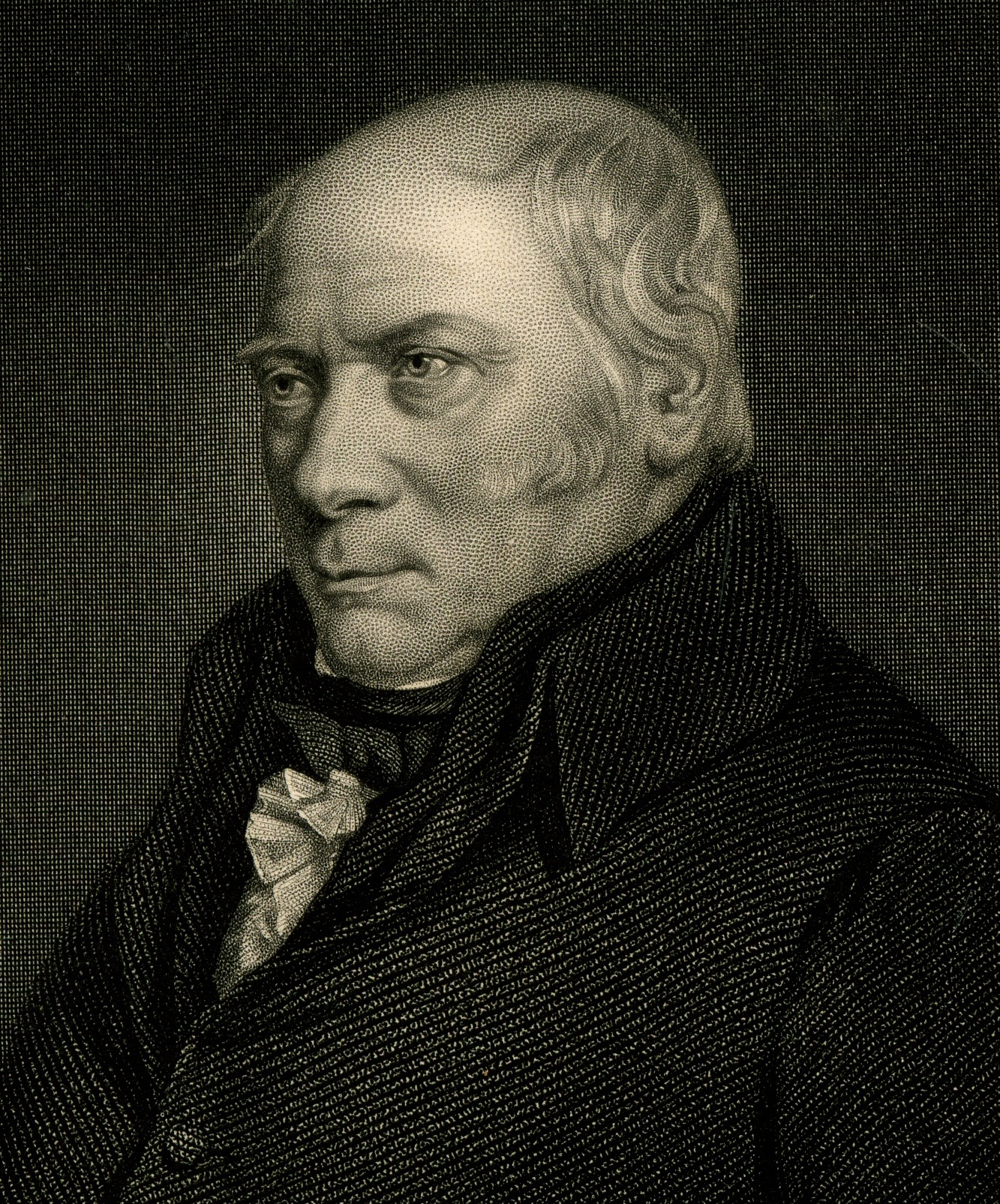
William Smith

- 8 avril : Michel Lefrançois de Lalande (né en 1766), astronome français.
- 22 mai : Emmanuel Develey (né en 1764), mathématicien, physicien et astronome suisse.
- 27 juin : Allan Cunningham (né en 1791), botaniste et explorateur anglais.

- 29 juillet : Gaspard de Prony (né en 1755), ingénieur, hydraulicien et encyclopédiste français.

- 10 août : John St. Aubyn (né en 1758), collectionneur de fossiles anglais.
- 28 août : William Smith (né en 1769), géologue britannique.

- 29 septembre : Friedrich Mohs (né en 1773), minéralogiste allemand.

- 15 novembre : William Murdoch (né en 1754), ingénieur et inventeur écossais.